# Anna Pałys
Anna Pałys (ur. 2 marca 1995) – polska lekkoatletka, sprinterka.
Medalistka mistrzostw Polski w różnych kategoriach wiekowych, w tym złota medalistka halowych mistrzostw Polski seniorów (2016) w sztafecie 4 × 400 metrów. Sztafeta KS AZS AWF Wrocław z Pałys na pierwszej zmianie ustanowiła wówczas wynikiem 3:41,34 klubowy rekord Polski na tym dystansie. Brązowa medalistka Halowych mistrzostw Europy 2023 w Stambule w sztafecie 4 × 400 m.